# Wilfried Gerke
Wilfried Gerke (* 12. Mai 1944 in Posen) ist ein deutscher Autor. Sein Schwerpunkt sind Veröffentlichungen zu regionalen Themen für den Bereich Diepholz (Niedersachsen) und für den Bereich Posen.
Nach dem Studium in Münster (1964–1969; Fächer: Germanistik, Geschichte) absolvierte Gerke zunächst (1969–1971) sein Referendariat in Bielefeld. Von 1971 bis 2009 war er als Studienrat bzw. Oberstudienrat am Gymnasium in Diepholz tätig.
Er lebt und arbeitet in Diepholz und ist in der Region um Diepholz als Autor tätig. Neben seinem Beruf als Pädagoge im niedersächsischen Schuldienst betreut er seit 1984 ehrenamtlich die „Heimatblätter“ des Landkreises Diepholz.

## Werke
Veröffentlichungen über den Diepholzer Raum:
- 50 Jahre Graf-Friedrich-Schule. Geschichte des Diepholzer Gymnasiums. Diepholz 1973, 118 S. m. Abb.
- In'ne Nottiet geborn ... Notgeld erzählt. Unsere Heimat auf Geld. (Hrsg.: Kreissparkasse Grafschaft Diepholz), Diepholz 1992, 112 S.
- Wo einst das Moor die Grenze war – eine Geschichte von Diepholz. Diepholz 1999, 202 S. m. Abb.; ISBN 3-89728-031-0.
- Diepholz in alten Ansichten. (3 Bde.), Zaltbommel/Niederlande, ISBN 90-288-6504-7.
- Von Damen und Dienstmädchen. Frauenschicksale aus fünf Jahrhunderten zwischen Diepholz und Sulingen. Diepholz 2001, 164 S. m. Abb.; ISBN 3-89728-046-9.
- Kleine Leute: Die Vertriebenen. In: Materialien zur Alltagsgeschichte, Hausforschung und Kultur im Landkreis Diepholz und benachbarten Regionen. Band 1 – 2008. Hrsg.: Ralf Vogeding für das Kreismuseum Syke. Westermann GmbH 2008, S. 91–103.
- Diepholz. (Reihe Archivbilder), Sutton, Erfurt 2009; ISBN 3-86680-494-6.

- daneben zahlreiche Artikel für die „Heimatblätter des Landkreises Diepholz“ (seit 1984).
- seit 1984 Redaktion der „Heimatblätter des Landkreises Diepholz“.

Veröffentlichungen über den Posener Raum:
- Posener biographisches Lexikon. Lüneburg 1975, 72 S.
- zahlreiche Einzelveröffentlichungen in den "Posener Stimmen".
- zusammen mit Elfriede Henke: Deutsche im Gnesener Land (ehemalige Kreise Gnesen u. Witkowo). Heimatbuch für den Kreis Gnesen-Witkowo. (Hrsg.: Heimatkreisgemeinschaft Gnesen e.V. in der Landsmannschaft Weichsel-Warthe), Hannover 1982, 379 + 20 S. m. Abb.
- Die St.-Pauli-Kirchengemeinde in Posen. Lüneburg 1999, 72 S. m. Abb.; ISBN  3-87546-151-7.
- Beiträge zur Geschichte der Deutschen in Polen während des Zweiten Weltkriegs 1939–1945. Herne 2004, 117 S. m. Abb.; ISBN 3-923371-32-2.
- (Zusammenstellung u. Bearbeitung): Heimatbuch für den Kreis Eichenbrück-Wongrowitz.
  - Bd. 2, 1978, 163 S. m. Abb.
  - Bd. 3, 1981, 192 S. m. Abb.
  - Bd. 4: Von Lekno nach Lüneburg: Deutsche, Polen, Mitteleuropäer.  1993, 296 S. m. Abb.
  - zusammen mit Heinrich Gabbert: Bildband. 1988, 343 S. m. zahlr. Abb.